# Langaha
Genre
Langaha est un genre de serpents de la famille des Lamprophiidae. 

## Répartition
Les espèces de ce genre sont endémiques de Madagascar.

## Liste d'espèces
Selon The Reptile Database (21 déc. 2011) :
- Langaha alluaudi Mocquard, 1901
- Langaha madagascariensis Bonnaterre, 1790
- Langaha pseudoalluaudi Domergue, 1988

## Publication originale
- Bonnaterre, 1790 : Ophiologie in Tableau encyclopédique et méthodique des trois règnes de la nature, p. 1-76 (texte intégral).